# Sulkhan-Saba Orbeliani
Sulkhan-Saba Orbeliani (georgià სულხან-საბა-ორბელიანი) (Tandzia, Geòrgia, 1658- Moscou 1728) fou un príncep, monjo i escriptor georgià. Era monjo del monestir de David-Garedja, i el 1692 es convertí al catolicisme.
Fou tutor del fufur rei Vakhtang VI de Kartli i el 1713 formà part d'una ambaixada georgiana als Estats Pontificis i França, tot entrevistant-se amb el papa Climent XI i el rei Lluís XIV de França. Més tard fou hostigat per l'església ortodoxa georgiana, raó per la qual el 1724 hagué d'exiliar-se a Rússia, on va morir.
És autor de Sitquiskona (Diccionari georgià), primera gramàtica i lèxic georgians moderns, així com el llibre de caràcter filosòfic სიბრძნე სიცრუისა (Dsigni Sibrzne-Sikruisa Llibre de la Saviesa i la Mentida), i მოგზაურობა ევროპაში (Mogzavroba Evropashi Viatge a Europa).